# 贝尔内斯克
贝尔内斯克（法語：Bernesq，法語發音：[bɛʁnɛsk]）是法国卡尔瓦多斯省的一个市镇，属于巴约区。该市镇2009年时的人口为204人。

## 人口
贝尔内斯克人口变化图示
| 数据来源：INSEE |